# سیارک ۹۶۳۹
سیارک ۹۶۳۹ (به انگلیسی: 9639 Scherer، نامگذاری:1994PS11) نه هزار و ششصد و سی و نهمین سیارک کشف شده‌است که در ۱۰ اوت ۱۹۹۴ کشف شد.
قدر مطلق سیارک برابر ۱۴٫۲۰ است.